# Ae (Scozia)
Ae è una località della Scozia, situata nell'area di consiglio di Dumfries e Galloway.